# 1990 год в науке
В 1990 году были различные научные и технологические события, некоторые из которых представлены ниже.

## События
- 24 апреля — на орбиту запущен крупнейший космический телескоп Хаббл.
- 5 сентября — Компания IBM впервые анонсировала последовательный волоконно-оптический интерфейс ESCON.
- 12 ноября — Тим Бернерс-Ли и Роберт Кайо из Европейской организации по ядерным исследованиям (CERN) публикуют официальное предложение по проекту гипертекстового языка и Всемирной паутины; вскоре в рамках этого проекта был разработан первый в мире веб-браузер, названный WorldWideWeb (WWW; рус. Всемирная паутина).
- В Венгрии учреждена Премия Сеченьи

## Достижения человечества
Было объявлено о старте проекта, направленного на полную расшифровку генома человека.

### Изобретения
- Японец Сюдзи Накамура изобрёл дешёвый синий светодиод.

### Новые виды животных
- Животные, описанные в 1990 году

## Награды
- Нобелевская премия
  - Физика — Джером Фридман, Генри Кендалл, Ричард Тейлор — «За пионерские исследования глубоконеупругого рассеяния электронов на протонах и связанных нейтронах, существенно важных для разработки кварковой модели в физике элементарных частиц».
  - Химия — Элайас Джеймс Кори — «За развитие теории методологии органического синтеза».
  - Физиология и медицина — Джозеф Мюррей, Эдуард Донналл Томас — «За открытия, касающиеся трансплантации органов и клеток при лечении болезней».
- Премия Бальцана
  - Геофизика земной коры: Джеймс Фримен Гилберт (США).
  - Частное международное право: Пьер Лалив д'Эпине (Швейцария).
  - Исследования Древнего Средиземноморья: Вальтер Буркерт (Германия).

- Премия Тьюринга
  - Корбато, Фернандо Хосе — «За его пионерскую работу по созданию концепции и управлению разработками по созданию общецелевых, крупномасштабных компьютерных систем с разделением времени и ресурсов CTSS и Multics».

- Филдсовская премия
  - Владимир Гершонович Дринфельд (СССР).
  - Эдвард Виттен (США).
  - Сигэфуми Мори (Япония).
  - Вон Джонс (Новая Зеландия).

- Международная премия по биологии
  - Masakazu Konishi — биология поведения.
- Другие награды АН СССР:
  - Литературоведение:
    - Премия имени А. С. Пушкина — за работу «Словарь русского языка»[1]:
      - Наталия Юльевна Шведова — член-корреспондент АН СССР, сотрудник Института русского языка АН СССР.
      - Сергей Иванович Ожегов — доктор филологических наук, заведующий сектором культуры речи Института русского языка АН СССР.

## Скончались
- 4 января — Энрика Мальковати (род. 1894), итальянский классический филолог.
- 19 января — Клавдия Александровна Бархатова, советский астроном.
- 24 марта — Ван Ань, инженер по вычислительной технике и изобретатель, основатель компьютерной компании Wang Laboratories. Американец китайского происхождения.
- 18 августа — Беррес Фредерик Скиннер, профессор психологии Гарвардского университета, создатель практики экспериментального анализа поведения[англ.] и философии радикального бихевиоризма[англ.].